# (Fork and Knife)
"(Fork and Knife)" is een single uit 2007, van de band Brand New. Het nummer werd uitgebracht via digitale distributie op 23 oktober 2007.

## Achtergrond
Een demoversie van het nummer lekte het internet op, samen met de andere demo's voor The Devil and God Are Raging Inside Me als "Untitled 07". De titel van het nummer is een verwijzing naar een restaurant in Wantagh, de geboorteplaats van gitarist Vincent Accardi.
Het nummer behaalde de 24e positie in de Amerikaanse Billboard Bubbling Under Hot 100 Singles en de 85e positie in de Billboard Pop 100.